# XXV Brigata Nera "Arturo Capanni"
La XXV Brigata Nera "Arturo Capanni" fu costituita a Forlì il 12 agosto 1944, in seguito al decreto del Duce del 30 giugno 1944; era composta dai Battaglioni "Forlì" -"Cesena"- "Rimini". Poco prima della conquista di Cesena da parte degli Alleati (il 20 ottobre 1944), gran parte del Battaglione Cesena si trasferì nel vicentino, ed anche 85 brigatisti del Battaglione Forlì.
Il Comandante della brigata,poi dal febbraio 1945 Generale, era il Dr.Giulio Bedeschi,medico.

## Storia
Nell'estate 1944, con l'avvicinarsi degli Alleati, alcuni componenti del Battaglione "Cesena", (il capitano dello stesso battaglione era il tenente Guido Garaffoni, segretario del PFR di Cesena) si erano resi responsabili nella zona di Cesena di gravi fatti di sangue contro la Resistenza locale come l'eccidio del ponte di Ruffio, l'eccidio della Rocca Malatestiana o i fatti di San Giorgio. Nell'ottobre 1944, con l'approssimarsi della liberazione della Romagna da parte degli Alleati, la maggioranza dei brigatisti neri cesenati si trasferirono al nord, insediandosi a Fara Vicentino.
Una buona parte dei brigatisti di Forlì che si trovava nel vicentino assieme ai familiari, presero posizione a Thiene;a Fara Vicentino alcuni brigatisti di Cesena ed alcuni appartenenti alla G.N.R di Forlì che furono trasferiti al reparto di Thiene poiché la GNR di Forlì fu sciolta dopo il 10 novembre 1944.Le  famiglie dei brigatisti cesenati si fermano alcune a Como altre a Milano ,dopo alcuni mesi giunsero a Fara Vicentino e si ricongiunsero le famiglie.
Si trovò ad affrontare la Resistenza vicentina, formata dal Gruppo Divisioni Garemi, dalla Divisione Alpina Monte Ortigara, dalla Divisione Vicenza e dalla Divisione Martiri del Grappa.
Sostenne combattimenti antipartigiani fino allo scioglimento avvenuto a Vicenza il 26 aprile.
Nel maggio 1945, a guerra conclusa, 25 militi della Brigata Nera che si erano arresi e che erano stati incarcerati nella Scuola Professionale di Thiene, vennero «prelevati» da un commando partigiano forlivese e giustiziati sommariamente nei vicini centri montani di Lusiana ed Arsiero, in quello che è chiamato l'eccidio di Thiene. Bedeschi riuscì a sottrarsi alla cattura e riparò in Sicilia.